# Menhir von Lehan

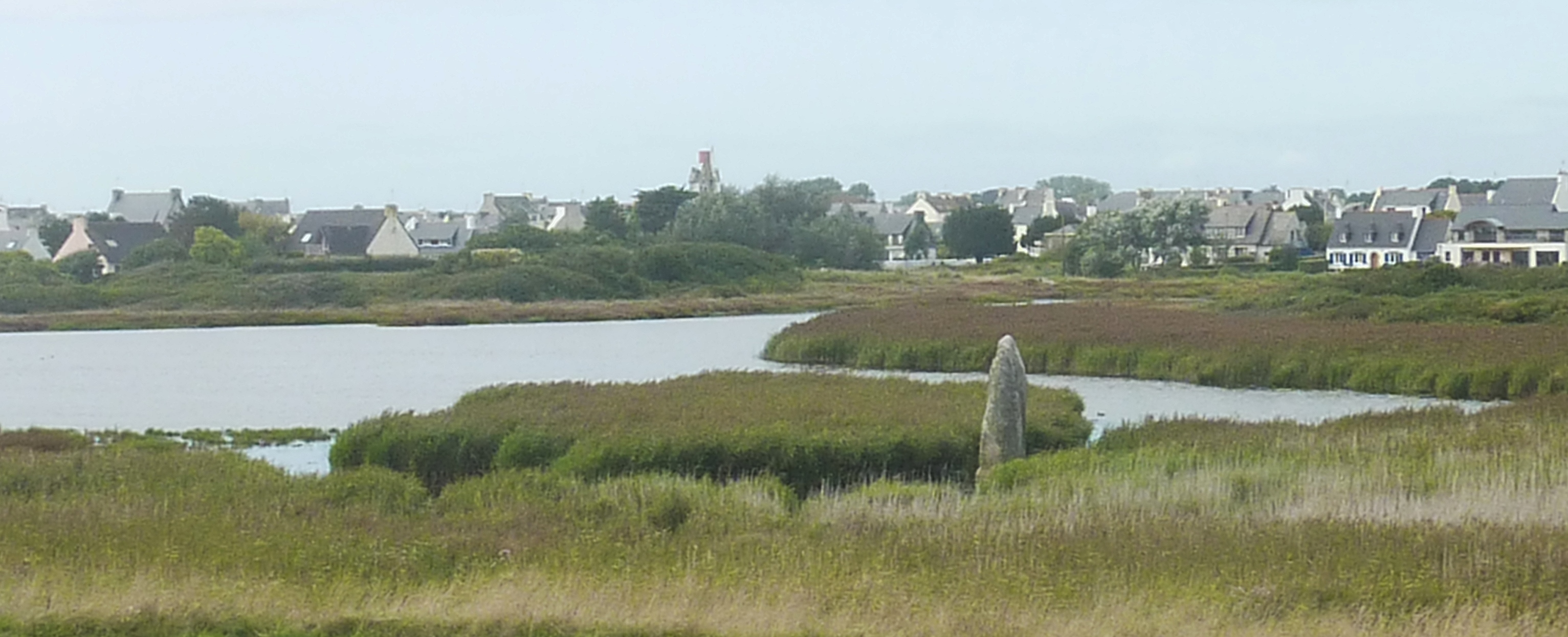
Menhir von Léhan

Der schief stehende Menhir von Lehan (auch Menhir von Léchiagat genannt) steht in Meeresnähe am Rande des Étang de Léhan, südlich von Treffiagat, östlich von Léchiagat bei Pont-l’Abbé in der Cornouaille im Département Finistère in der Bretagne in Frankreich. Die Basis des etwa 6,5 m hohen Menhirs liegt heute unter dem mittleren Tidehochwasser. 
Einige Allées couvertes werden heute bei Flut völlig überspült. Sie sind Beleg für das Ansteigen des Meeresspiegels seit der Jungsteinzeit, in der die Anlagen nicht derart meernah errichtet wurden. Beispiele sind die Allée couverte von Kernic, die Allée couverte auf der Île Coalen und die Allée couverte im Estuaire de la Quillimadec.
In der Nähe befinden sich der Schalenstein Rochers Gravés du Reun und der Menhir von Reun.

Menhir von Léhan
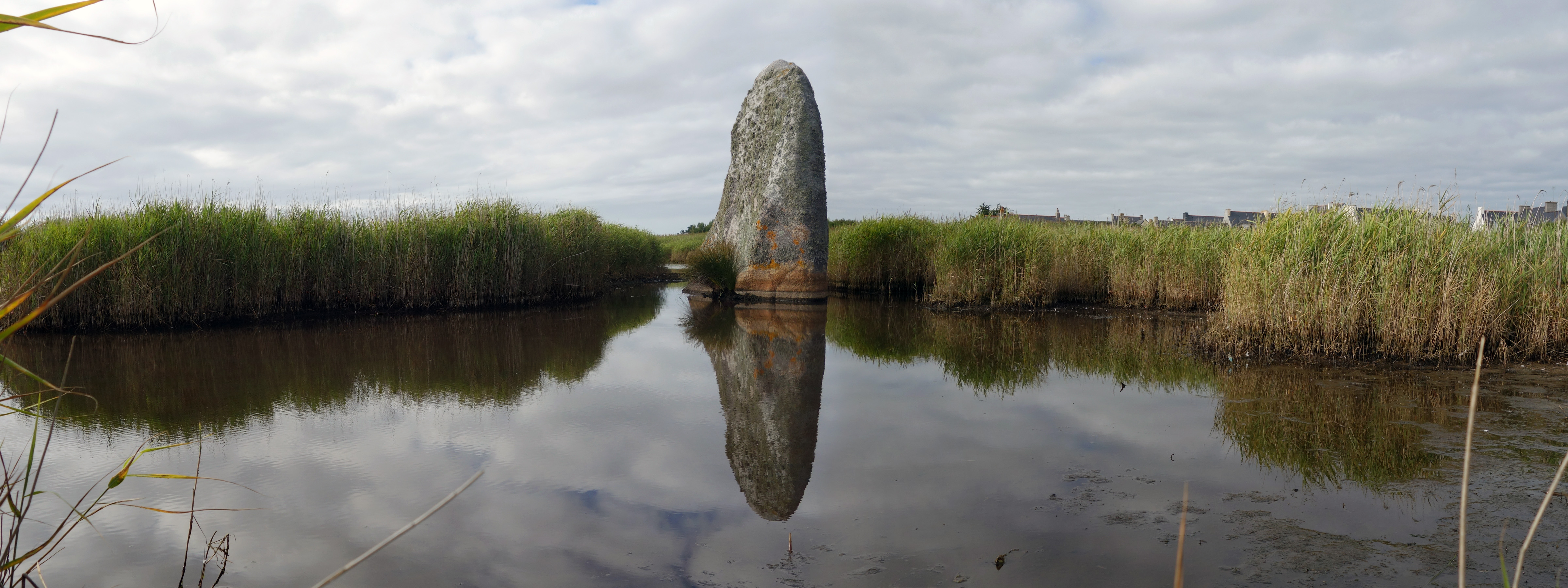
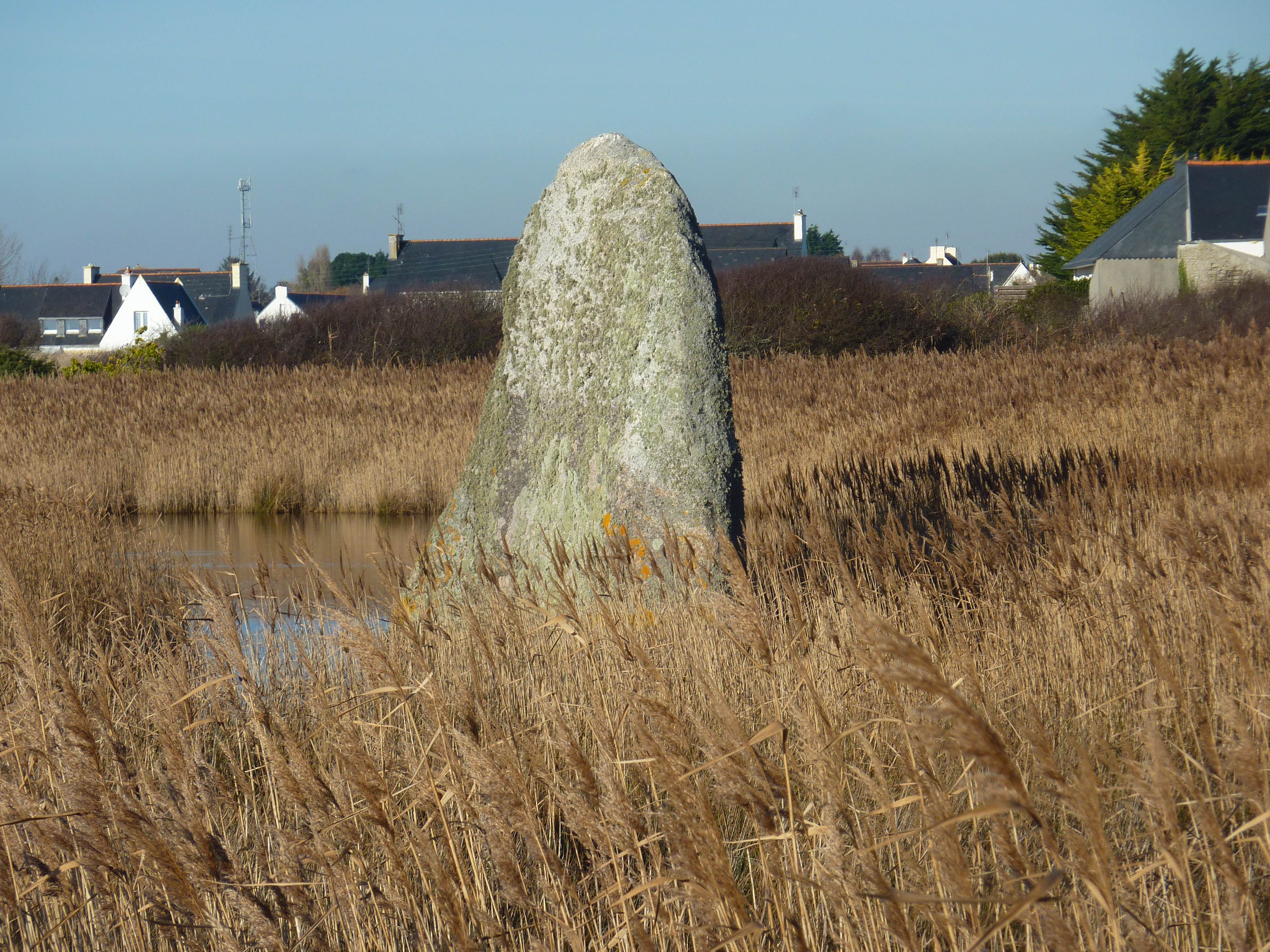
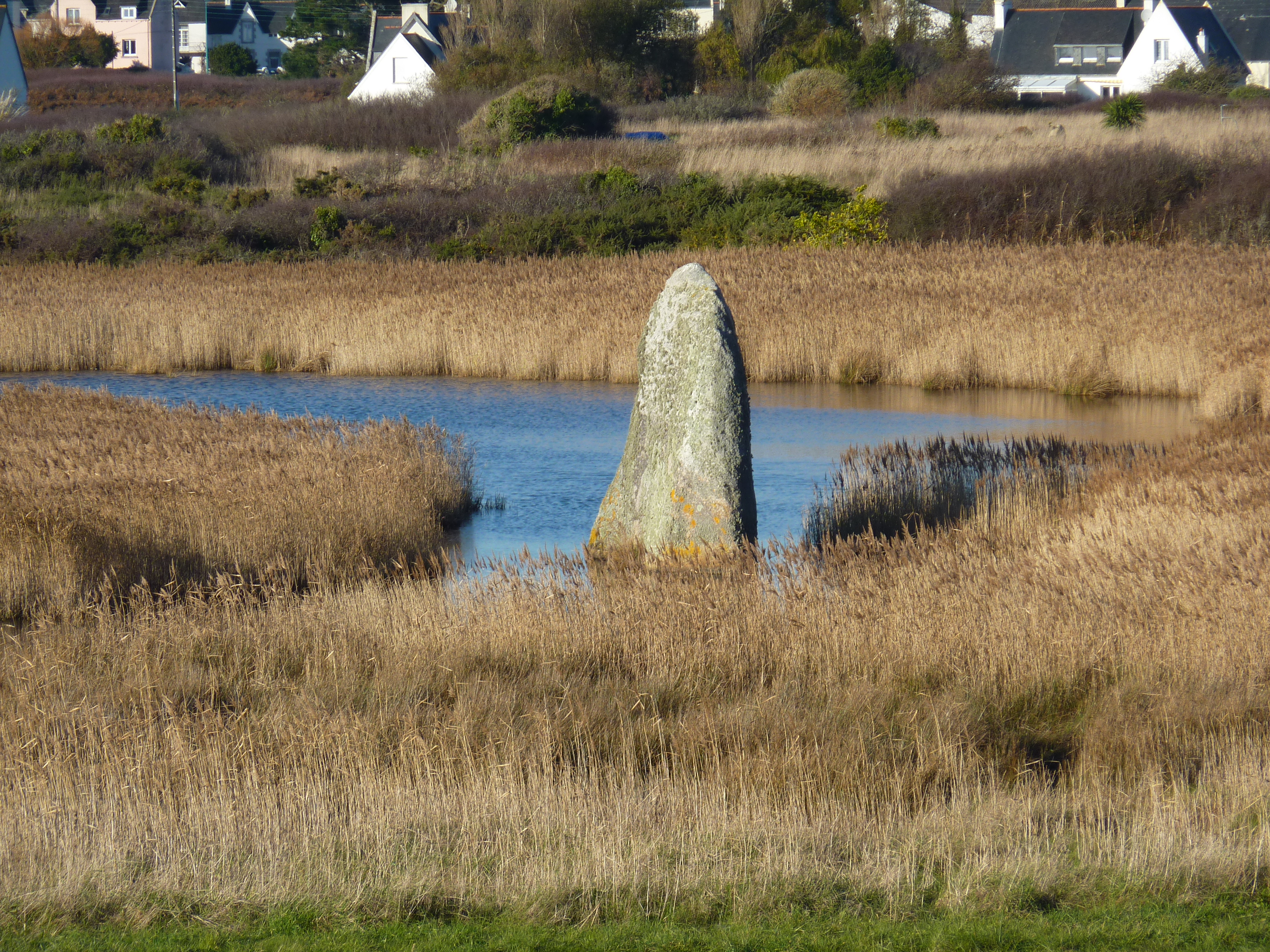
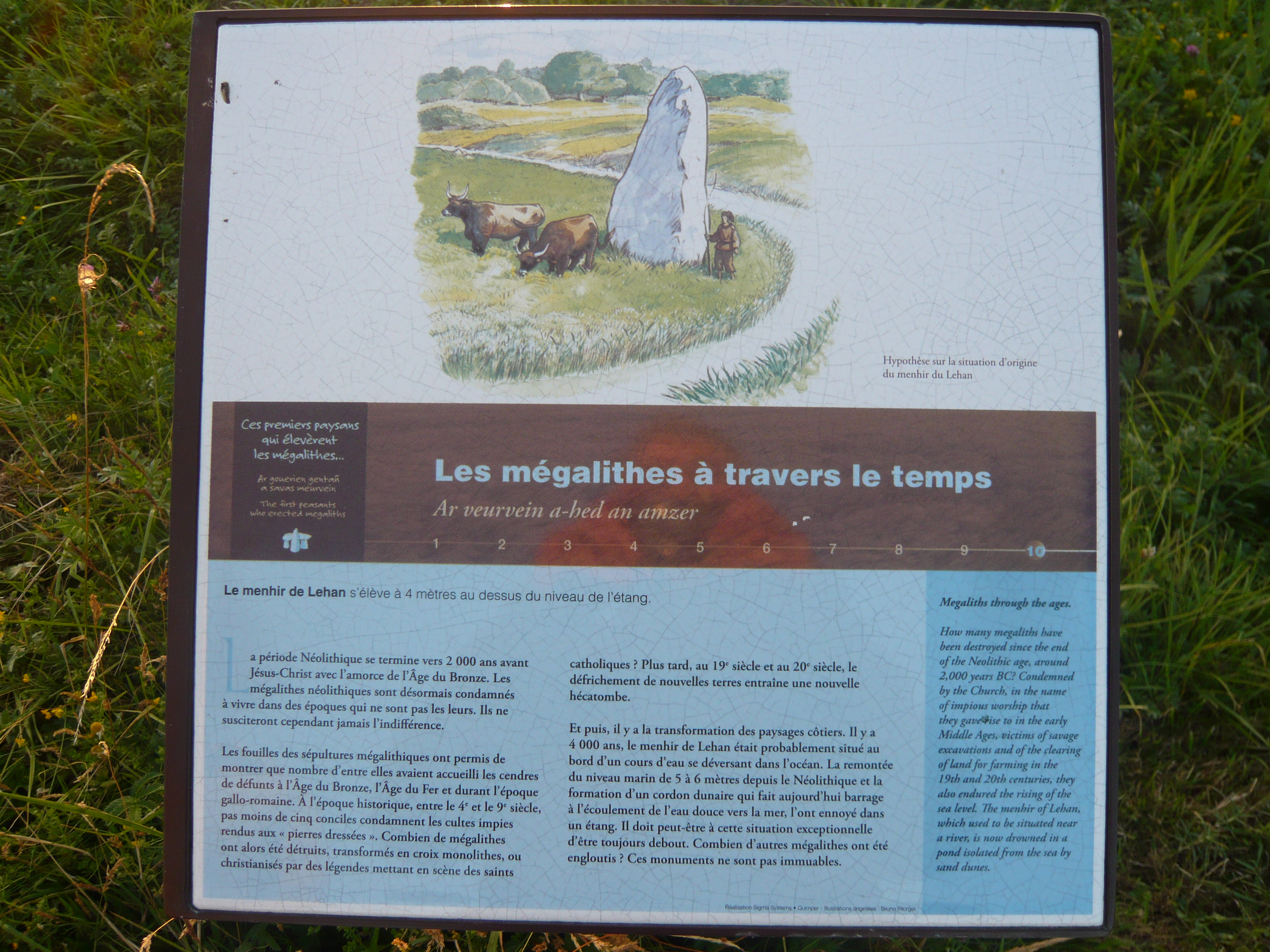